# OpenSearch
OpenSearchはシンジケーションとアグリゲーションに適する形式で検索結果を発行することを可能にする技術群である。これはウェブサイトと検索エンジンが標準的でアクセス可能な形式で検索結果を発行する方法である。OpenSearchはAmazon.comの子会社A9によって開発され、最初のバージョンである、OpenSearch 1.0は2005年5月のWeb 2.0においてジェフ・ベゾスにより公開された。OpenSearch 1.1のドラフトバージョンは2005年11月から12月にかけてリリースされた。OpenSearch仕様はクリエイティブ・コモンズ・ライセンス下で、A9によりライセンスされている。

## 概要
OpenSearchは以下から構成される:
1. OpenSearch Descriptionファイル: 検索エンジンを特定し、説明するXMLファイル。
  - OpenSearch Query Syntax: 検索結果を取得できる場所の記述
2. OpenSearch RSS（OpenSearch 1.0）またはOpenSearch Response（OpenSearch 1.1）: open search結果を供給するための形式。
3. OpenSearch Aggregators: OpenSearch結果を表示するサイト。

OpenSearch Description Documentsは特定のウェブサイト/ツールのための結果レスポンスを一覧にする。仕様のバージョン1.0では、RSS形式で、一つのレスポンスのみを許した。しかしながら、バージョン1.1では何らかの形式の、複数のレスポンスのサポートを提供している。HTMLなどの他の形式も完全に許容されるが、しかしながらRSSとAtomだけが正式にOpenSearchアグリゲータで正式にサポートされる唯一の形式である。

## OpenSearchをサポートする検索エンジンとソフトウェア
- A9.com
- Live Search
- Yahoo!検索
- Nuvvo e-Learning
- OSFeed
- Bargainstriker RSS Shopping
- Internet Explorer 7, 8
- Windows 7
- Microsoft SharePoint
- Microsoft Search Server
- Eluta.ca
- WWW::OpenSearch - Perlモジュール
- textualize's opensearch -- Pythonモジュール
- Kwiki::OpenSearch - Kwikiウィキエンジンで使用するためのPerlモジュール。
- PEAR Services_OpenSearch - PHP OpenSearch APIライブラリ
- Search Addons - ブラウザの検索ボックスのための検索エンジンリストおよびプロバイダ。
- OpenSearch Klip - Klipfolioソフトウェアで使用
- searchplugins.net - IE7およびFirefox2 (MinefieldまたはBon Echo)ビルドで使うためのOpenSearchプラグインの作成
- Mozdex.com OpenSearch
- Nestoria - UK Property Search Engine.
- Nurse Web Search - Health Internet Search Engine.
- Drupal.org OpenSearch Module (Steven Wittens)
- YaCy
- Mozilla Firefox 2.0 - OpenSearchを実装し、MozSearchと名づけられた実装。MozSearchはFirefox関連プロジェクトだけのためのもので、Webでの使用を意図していない。Mozsearchからの拡張機能は、XML名前空間プレフィクスを含むOpenSearchファイルで使用できる。
- nutch - オープン・ソースのWeb検索ソフトウェア
- Yandex - ロシアの検索エンジン
- Xapianの"opensearch" OmegaScriptを含むOmegaサーチフロントエンド。
- BoardReader 検索エンジンフォーラム
- Zoom Search Engine - OpenSearch互換の検索結果を提供する検索エンジン。
- Alfresco - エンタープライズ・コンテンツ・マネジメント・システム。
- AirportLinger.com - 空港検索エンジン。
- greensear.ch - Environmentally responsible search engine that donates ad revenue to national non-profits
- pathtraq.com - 旬な話題や人気のサイトを検索出来るランキングサイト
- CiNii - 国立情報学研究所が提供する論文検索データベース
- Google Chrome - OpenSearch Description Documentへのリンクを持っているサイトでユーザーが検索を行った場合、自動的に検索プロバイダに登録し、OmniBoxと呼ばれるアドレスバーと検索ボックスなどを統合したバーでタブキーを用いた検索が可能となる。

## OpenSearchフィードのディレクトリ
A9のOpenSearch Description Documentsの公共のオープンディレクトリが、2005年8月5日に利用可能になった。このディレクトリはHTML search、OpenSearch RSS feed、またはこれらの基盤であるDescription Document経由でアクセスできる。

## ブログコンテンツをOpenSearch APIに利用可能にするプラグイン
- ROME OpenSearch Java Module (Beta) - Rome A9 OpenSearch 1.1 API for Java (Michael Nassif)
- Movable Type - OpenSearch 1.1 (Alf Eaton)
- Movable Type - OpenSearch 1.0 (Niall Kennedy)
- WordPress (Chris Fairbanks)